# Orde van de Heilige Joris in Karinthië

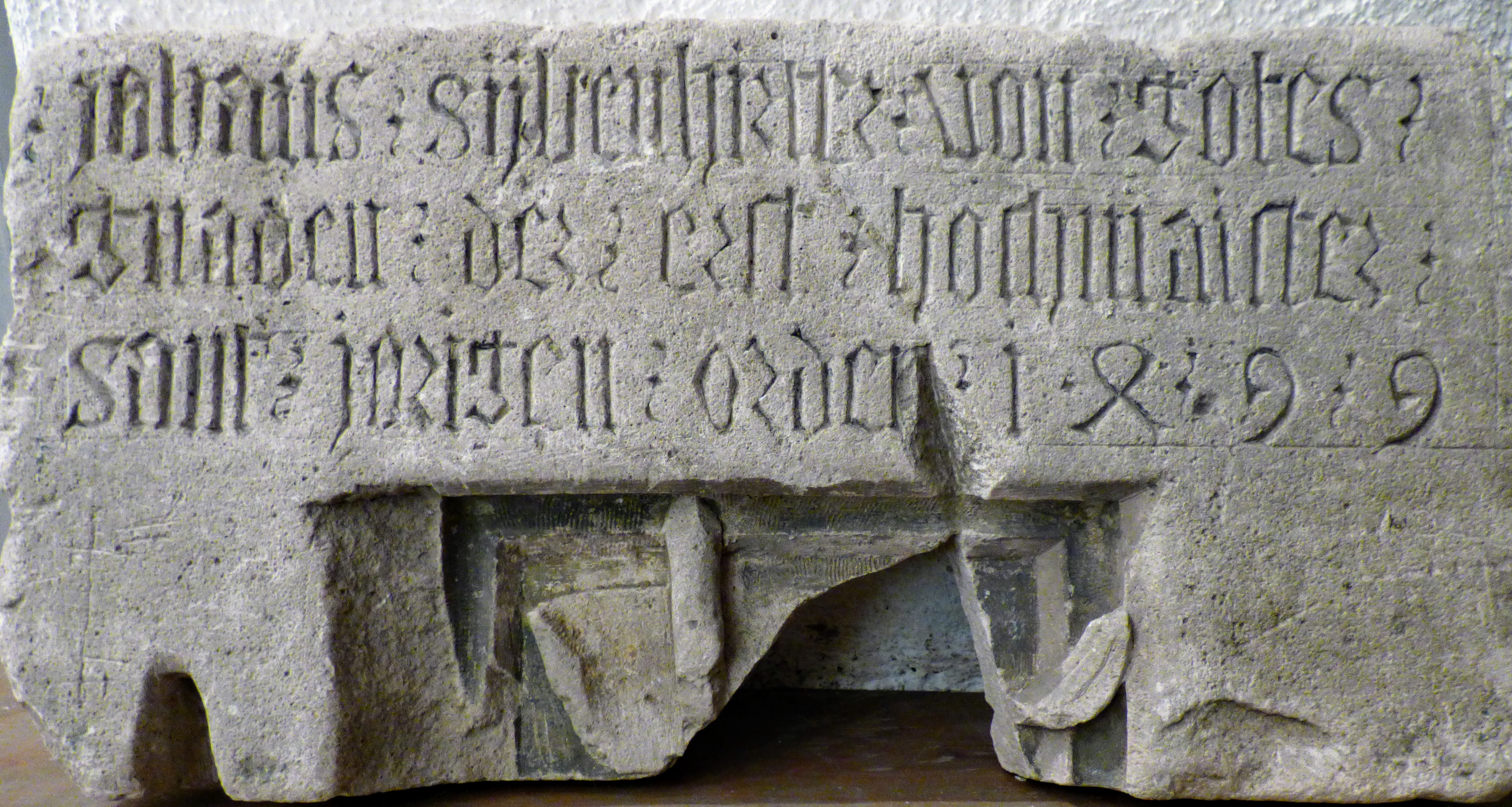
Inscriptie: johans sijbenhirter von gotes gnaden der erst hochmaister sant jorigen orden 1499 (Johann Siebenhirter, per droit divin grootmeester van Orde van de Heilige Joris, 1499)

Keizer Frederik III van het Heilige Roomse Rijk stichtte in 1468 deze oorspronkelijk Orde van de Heilige Joris in Karinthië geheten ridderorde, die in het Duits Orden des Heiligen Georg in Kärnten wordt genoemd. De keizer schonk het benedictijnerklooster van Mühlstadt bij Salzburg aan deze militaire orde die in 1493, onder grootmeester Johann Siebenhirter, haar naam in "Broederschap van de Heilige Joris" (Duits: Brüderschaft des Heiligen Georgs) veranderde.
De Orde nam personen van beide geslachten in haar rijen op en richtte zich op de strijd tegen de Turken die Oostenrijk en daarmee geheel West-Europa bedreigden.
In 1598 hervormde de latere keizer Ferdinand II de Orde en hij droeg het bezit over aan de Jezuïetenorde. De Orde van de Heilige Joris in Karinthië stierf daarna uit.